# Vörösfarkú trópusimadár

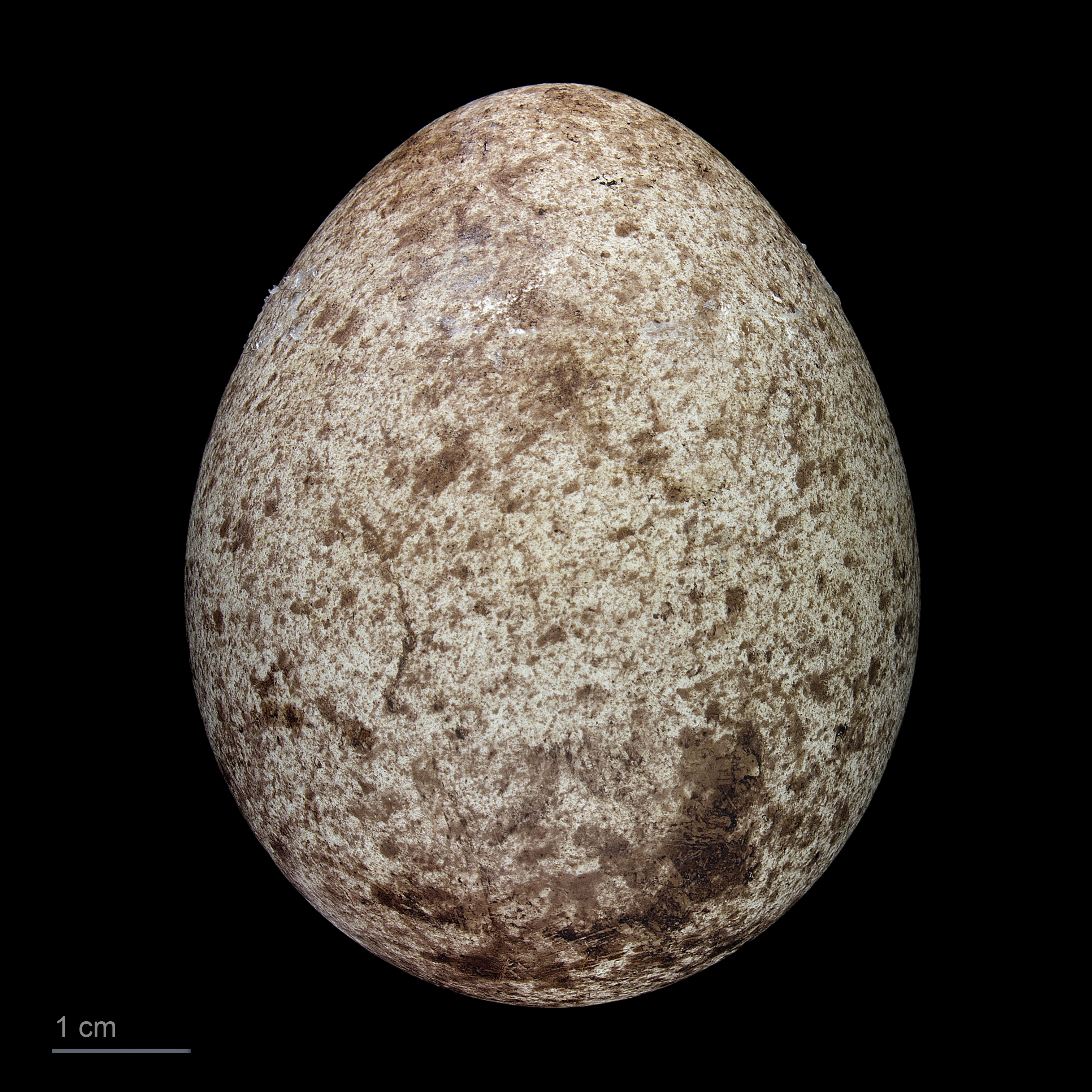
Phaethon rubricauda

A vörösfarkú trópusimadár (Phaethon rubricauda) a madarak (Aves) osztályának trópusimadár-alakúak (Phaethontiformes) rendjébe, ezen belül a trópusimadár-félék (Phaethontidae) családjába tartozó faj.

## Előfordulása
Csendes- és az Indiai-óceán szigetein költ, az év többi részét a nyílt vizeken töli.

## Alfajai
- Phaethon rubricauda melanorhynchos
- Phaethon rubricauda roseotincta
- Phaethon rubricauda rothschildi
- Phaethon rubricauda rubricauda
- Phaethon rubricauda westralis

## Megjelenése
Testhossza 45 centiméter, szárnyfesztávolsága 100 centiméter.
|  |

## Rokon fajok
A vörösfarkú trópusimadár legközelebbi rokonai a fehérfarkú trópusimadár (Phaethon lepturus) Daudin, 1802 és a vöröscsőrű trópusimadár (Phaethon aethereus) Linnaeus, 1758. Valamivel távolabbi, már kihalt rokonai voltak a Heliadornis és a Phaethusavis nemzetségek fajai.